# القوات الجوية الروسية
القوات الجوية الروسية (بالروسية: Военно-воздушные cилы России) هي سلاح الجو في القوات المسلحة للفيدرالية الروسية. حالياً تعد القوات الجوية الروسية الثانية على مستوى العالم من حيث عدد الطائرات والأفراد العاملين بعد القوات الجوية الأمريكية. قائد القوات الجوية الروسية الحالي الفريق فيكتور باندريف، وقد تسلم منصبه في 6 مايو 2012 خلفا لألكسندر زيلين.

## التاريخ
عقب تفكك الاتحاد السوفيتي إلى 15 جمهورية مستقلة في ديسمبر 1991، تقسمت القوات الجوية السوفيتية بين هذه الدول الخمسة عشر. تسلم قيادة القوات الجوية الروسية المنشأة حديثا الجنرال «بيتر دينيكين» في 24 أغسطس 1991. أخذت روسيا غالبية الطائرات الحديثة و65% من الأفراد العاملين في القوات الجوية السوفييتية السابق. كم ضمت إليها أيضا مراكز القيادة الرئيسية والطيران بعيد المدى والنقل العسكري مع القليل من التغييرات الفعلية عدا تغيير الأسماء. لكن بقيت العديد من الوحدات والطائرات والأفراد العاملين في سلاح الجو السوفييتي في الجمهوريات الجديدة وشكلوا نواة أسلحة جو هذه البلدان. بعض الطائرات كالتوبوليف 160 أعيدت من أوكرانيا وروسيا البيضاء إلى روسيا، وأيضا كتيبة طيران بعيد المدى أعيدت من كازاخستان.
في التسعينات من القرن العشرين، تركت الأزمة المالية في القوات المسلحة الروسية أثرها على القوات الجوية أيضا. ترك بعض الطيارين والأفراد العاملين الأخرى ن بدون مرتبات لفترة تصل لعدة شهور. مما حدا بأربعة طيارين ميج 31 متمركزين في المطارات الروسية في الشرق الأقصى بالإضراب عن الطعام سنة 1996 احتجاجا على عدم تلقيهم مرتباتهم لعدة شهور ولم تحل المشكلة إلا بتوجيه بعض الأموال التي كانت مخصصة لأغراض أخرى لهم وإعطائهم مرتباتهم. ونتيجة لتخفيض الأموال المخصصة بدأت البنية التحتية للقوات الجوية تتأثر، وبحلول عام 1998 أصبح 40% من المطارات العسكرية الروسية في حاجة إلى إصلاح. بعد تولي فلاديمير بوتين الرئاسة في روسيا، تحسن الوضع كثيرا وزيدت المخصصات الممنوحة للقوات الجوية والقوات المسلحة عمومًا زيادة كبيرة.
اشتركت القوات الجوية الروسية في حرب الشيشان الأولى (1994-1996) وحرب الشيشان الثانية (1999-2002). شكلت هذين الحربين صعوبة كبيرة للقوات الجوية بسبب طبيعة الأرض وعدم وجود أهداف محددة وثابتة بالإضافة إلى تسلح المقاتلين الشيشان بصواريخ ستينغر و«ستريللا» المضادة للطائرات.
ظلت قوات الدفاع الجوي السوفيتية فرعا مستقلا من القوات المسلحة حتى بعد انهيار الاتحاد السوفيتي وتم ضمها أخيرا للقوات الجوية عام 1998. أصدر قرار ضم القوتين معا الرئيس الروسي السابق بوريس يلتسين في 16 يوليو 1997. في عام 1998 تم حل أكثر من 580 وحدة وإعادة تنظيم 134 آخرين وتغيير قيادة 600 وحدة. أثرت هذه التغييرات على 90% من الطائرات، 98% من المروحيات، 93% من قواعد الدفاع الجوي، 100% من الصواريخ المضادة للطائرات و60% من ذخائر وأسلحة الطائرات. تم تغيير أماكن أكثر من 600,000 طن من الأعتدة العسكرية المختلفة وتغيير مطارات 3500 طائرة. نقلت طائرات لنقل العسكري 40,000 أسرة إلى أماكن سكن جديدة نتيجة لهذه التغييرات الضخمة.
تم تخفيض عدد الأفراد العاملين في القوات الجوية إلى 185,000 من أصل أكثر من 318,000. تم إلغاء أكثر من 123,500 منصب بما فيهم 1000 كولونيل. استقال 3000 فرد من القوات الجوية بما فيهم 46 كولونيل.
في 29 ديسمبر 1998 تولى الجنرال «أنتولي كورنوكوف» وهو ضابط سابق بقوات الدفاع الجوي، تولي رئاسة القوة الجديدة. وقد أبلغ وزير الدفاع الروسي وقتئذ أن المهمة قد أنجزت. قام الجنرال «كورنوكوف» بوضع مقر قيادة القوات الجديدة إلى «زاريا» بالقرب من بالاشيكا والتي تبعد تقريبًا 20 كيلومترًا من وسط موسكو وكانت سابقًا مركز قوات الدفاع الجوي السوفيتية.
خلف الجنرال «فلاديمير ميخاليوف» الجنرال «كورنوكوف» في قيادة القوات الجوية في عام 2002.
في ديسمبر 2003، تم نقل الوحدات الجوية التابعة للجيش الروسي إلى القوات الجوية. حدث هذا بعد إسقاط مروحية روسية من نوع ميل-29 في الشيشان في 19 أغسطس 2002 والذي أدى إلى مقتل 19 شخصا.
كانت وظيفة الفرع الجوي للجيش البري الروسي هي الدعم المباشر للقوات البرية، والقيام بطلعات استطلاعية ونقل القوات جوا، والمشاركة في القتال أحيانا بالإضافة للحرب الإليكترونية. تم ضم الفرع الجوي للجيش الروسي للقوات الجوية الروسية بعد الحادثة المشار إليها في الشيشان.

## مخزون الطائرات

### القوات الجوية الروسية
وفق تقديرات موقع global firepower لسنة 2022 فإن القوة الجوفضائية للاتحاد الروسي تتكون من 4137 طائرة كالتالي:
772 مقاتلة ومعترضة
739 مهاجمة قاذفة
445 طائرة نقل
522 طائرة تدريب
132 طائرة مهام خاصة
20 طائرة للتزويد بالوقود جواً

1543 مروحية منها 544 مروحية هجومية
| الطائرة                 | صورة         | بلد الأصل        | النوع                  | الطراز        | في الخدمة                    | ملاحظات                                                        |
| طائرات تدريب            | طائرات تدريب | طائرات تدريب     | طائرات تدريب           | طائرات تدريب  | طائرات تدريب                 | طائرات تدريب                                                   |
| ----------------------- | ------------ | ---------------- | ---------------------- | ------------- | ---------------------------- | -------------------------------------------------------------- |
| ياكوفليف ياك-130        |              | روسيا            | طائرة تدريب            | Yak-130       | 4                            | تم طلب 62 طائرة، يتم تسليمهم بدءا من 2009                      |
| طائرات مقاتلة           |              |                  |                        |               |                              |                                                                |
| ميكويان ميج-35          |              | روسيا            | مقاتلة متعددة المهام   | MiG-35D       | 2                            |                                                                |
| سوخوي سو-27             |              | الاتحاد السوفيتي | مقاتلة تفوق جوي        | Su-27SM       | 300+ العدد الحقيقي غير معلوم | تتراوح تقديرات العدد بين 449 / 281 / 321                       |
| سوخوي سو-30             |              | الاتحاد السوفيتي | مقاتلة متعددة المهام   | Su-30M        | 100                          |                                                                |
| سوخوي سو-35             |              | الاتحاد السوفيتي | اعتراضية متعددة المهام | Su-35         | 68                           |                                                                |
| ميكويان ميج-29          |              | الاتحاد السوفيتي | مقاتلة متعددة المهام   | MiG-29SM      | 281                          |                                                                |
| ميكويان ميج-31          |              | الاتحاد السوفيتي | طائرة اعتراضية         | MiG-31M       | 247                          | 247 في الخدمة و100 في الاحتياط. مصادر أخرى: 188                |
| قاذفات قنابل            |              |                  |                        |               |                              |                                                                |
| سوخوي سو-24             |              | الاتحاد السوفيتي | قاذفة قنابل تكتيكية    | Su-24M        | 450                          | 400 طائرة في الخدمة الأساسية                                   |
| سوخوي سو-25             |              | الاتحاد السوفيتي | طائرة هجوم أرضي        | Su-25 Su-25UB | 220                          | 100 طائرة في الخدمة حاليا، 80 يجري تطويرهم للطراز Su-25SM      |
| سوخوي سو-34             |              | روسيا            | مقاتلة-قاذفة           | Su-34         | يختلف حسب المصدر تقريبا 107  |                                                                |
| توبوليف تو-22           |              | الاتحاد السوفيتي | قاذفة قنابل إستراتيجية | Tu-22M3       | 174                          |                                                                |
| توبوليف تو-95           |              | الاتحاد السوفيتي | قاذفة قنابل إستراتيجية | Tu-95MS       | 64                           |                                                                |
| توبوليف تي يو-160       |              | الاتحاد السوفيتي | قاذفة قنابل إستراتيجية | Tu-160M       | 16                           |                                                                |
| طائرات نقل              |              |                  |                        |               |                              |                                                                |
| إليوشن إي أل-76         |              | الاتحاد السوفيتي | نقل عسكري              | IL-76MD       | 119                          | يجري تطويرهم للطراز Il-76MF-90                                 |
| إليوشن إل-112           |              | روسيا            | نقل عسكري خفيف         | Il-112V       |                              | 18 طائرة سيدخلوا الخدمة بدءا من 2015                           |
| أنتونوف أن-12           |              | الاتحاد السوفيتي | نقل عسكري              | An-12         | غير معلوم                    |                                                                |
| انتونوف إيه إن - 22     |              | الاتحاد السوفيتي | نقل عسكري              | An-22         | 21                           |                                                                |
| أنتونوف أن-26           |              | الاتحاد السوفيتي | نقل عسكري خفيف         | An-26         | 30                           | 9 An-26 و21 An-26B                                             |
| أن 124                  |              | الاتحاد السوفيتي | نقل عسكري ثقيل         | An-124        | 25                           |                                                                |
| مركز قيادة جوي          |              |                  |                        |               |                              |                                                                |
| إليوشن إل-80            |              | روسيا            | مركز قيادة جوي         | Il-80         | 4                            |                                                                |
| توبوليف تو-204          |              | روسيا            | مركز قيادة جوي VIP     | Tu-214-100    | تم طلب 6                     | 2 في الخدمة                                                    |
| طائرة تزود بالوقود جوا  |              |                  |                        |               |                              |                                                                |
| إليوشن إي أل-78         |              | الاتحاد السوفيتي | طائرة تزود بالوقود جوا | Il-78         | 20                           |                                                                |
| طائرات استطلاع          |              |                  |                        |               |                              |                                                                |
| سوخوي سو-24             |              | الاتحاد السوفيتي | طائرة استطلاع          | Su-24MR       | 415                          |                                                                |
| ميكويان جيروفيتش ميج-25 |              | الاتحاد السوفيتي | طائرة استطلاع          | MiG-25RB      | 70                           |                                                                |
| بيرييف إيه-20           |              | الاتحاد السوفيتي | طائرة استطلاع \ أواكس  | Beriev A-50   | 16                           |                                                                |
| مروحيات هجومية          |              |                  |                        |               |                              |                                                                |
| كاموف كا-50             |              | الاتحاد السوفيتي | مروحية هجومية          | Ka-50         | 15                           | توقف الإنتاج لصالح الكاموف كا-52                               |
| كاموف كا-52             |              | روسيا            | مروحية هجومية          | Ka-52         | 10                           | تستخدم في القوات الخاصة، سيتم شراء 12 مروحية أخرى              |
| ميل مي-24               |              | الاتحاد السوفيتي | مروحية هجومية          | Mi-24         | 260                          | 240 في القوات الجوية، سيتم استبدالهم جميها بحلول 2015 بالمي-28 |
| ميل مي-28               |              | الاتحاد السوفيتي | مروحية هجومية          | Mi-28         | 43                           | 47 سيتم استلامهم في 2010 و300 في 2015                          |
| مروحيات نقل             |              |                  |                        |               |                              |                                                                |
| ميل مي-8                |              | الاتحاد السوفيتي | مروحية نقل             | Mi-8          | 195                          | 160 في خدمة القوات الجوية                                      |
| ميل مي-26               |              | الاتحاد السوفيتي | مروحية نقل             | Mi-26         | 30                           |                                                                |
| كاموف كا-60             |              | روسيا            | مروحية نقل             | Ka-60         | 7                            | تم طلب 200 مروحية                                              |

## معرض صور

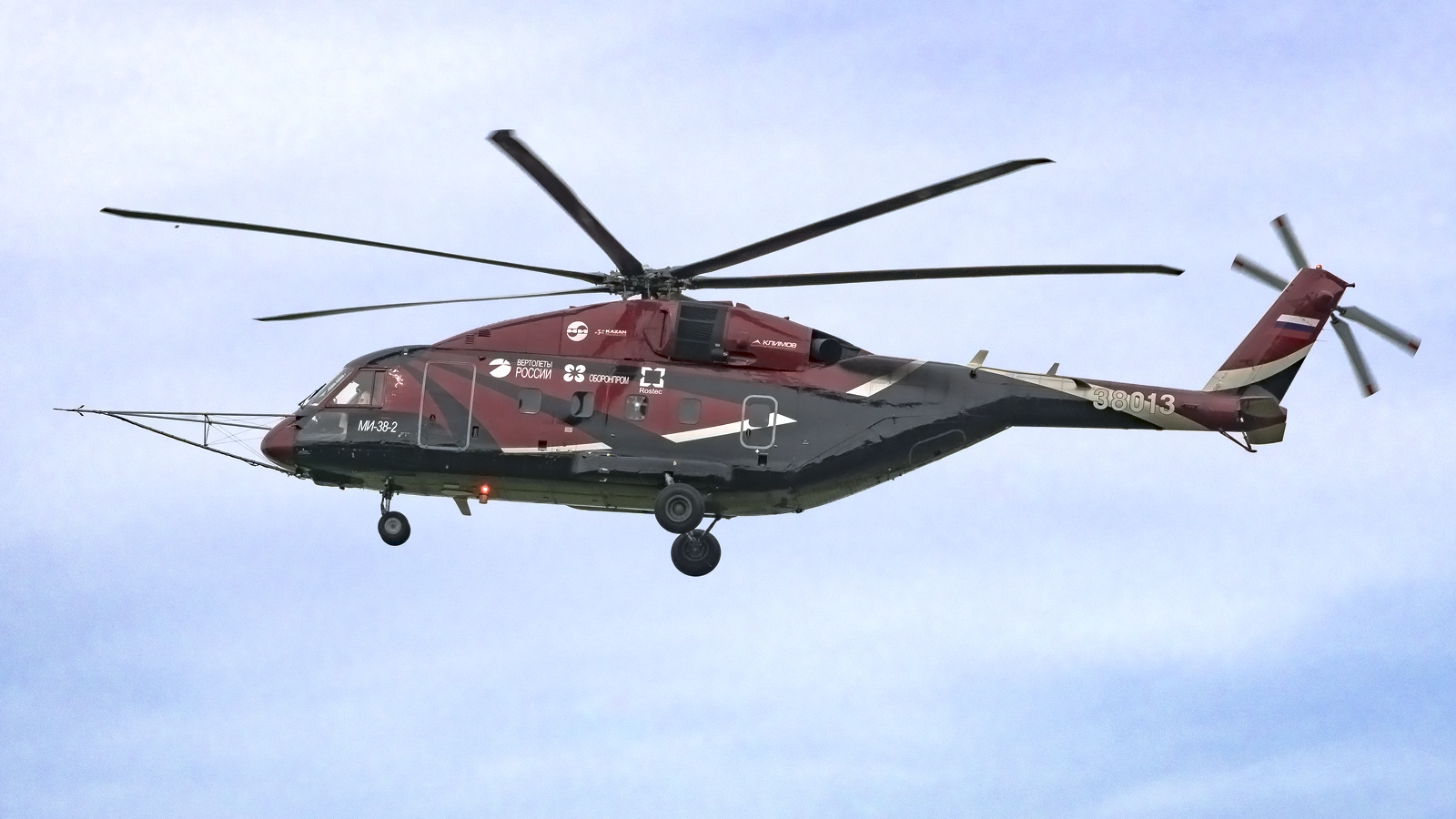
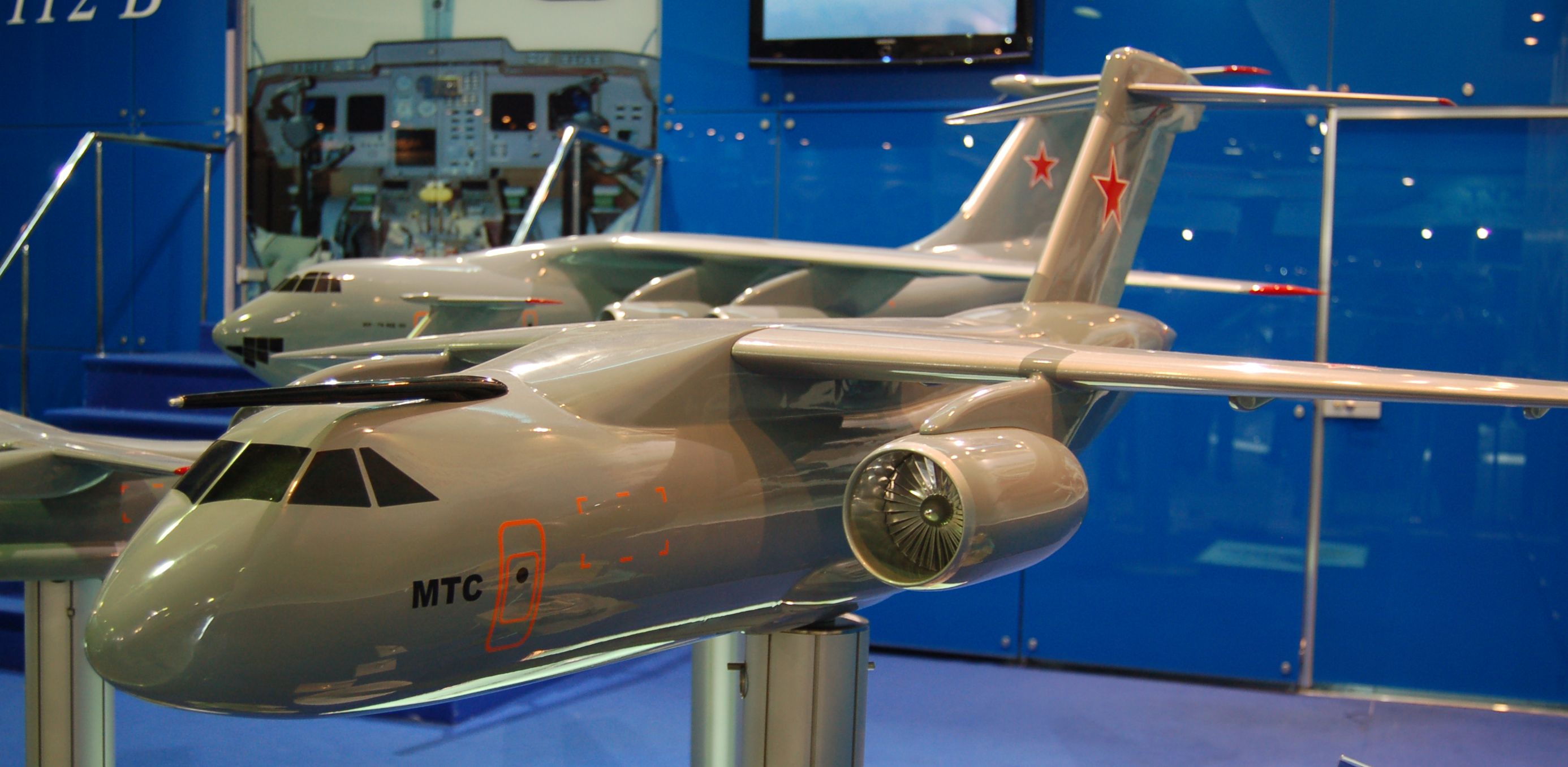
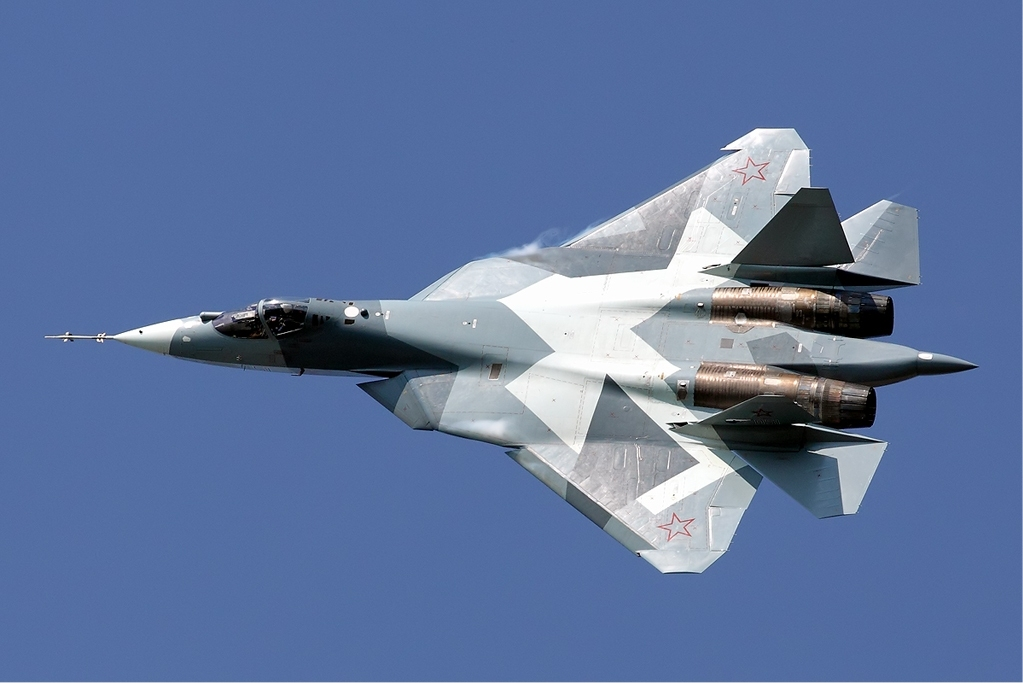
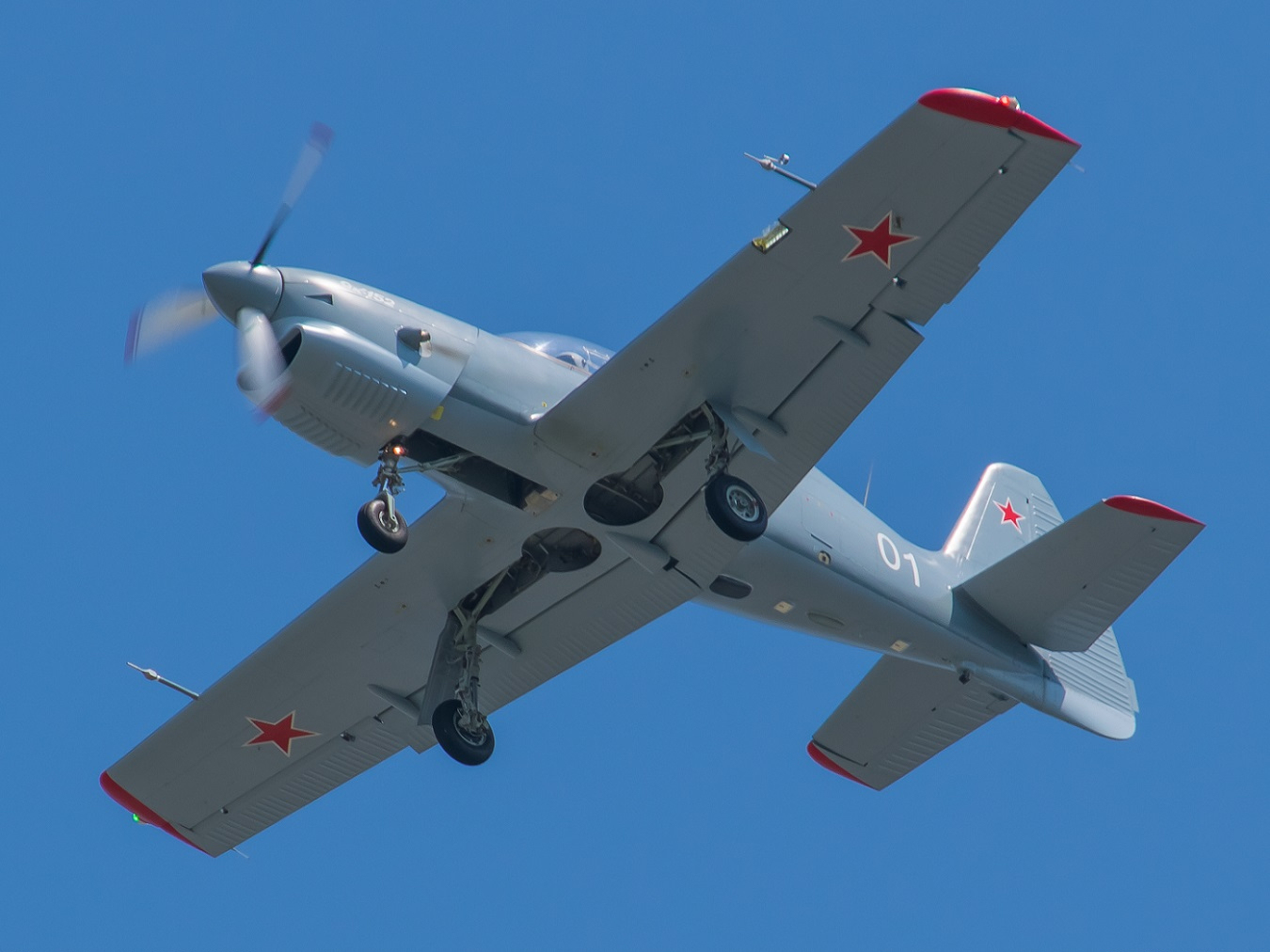

## طالع أيضًا
- القوات الجوية الإمبراطورية الروسية
- القوات الجوية السوفيتية